# Tom Lewis (político australiano)
Thomas Lancelot Lewis (Adelaida, Australia, 23 de enero de 1922-25 de abril de 2016) era un político de Nueva Gales del Sur. Fue Primer Ministro de Nueva Gales del Sur y Ministro en los gabinetes de Sir Robert Askin y Sir Eric Willis. Se convirtió en primer ministro tras la retirada de Askin de la política y mantuvo el cargo hasta que fue reemplazado por Willis en una votación del partido. Lewis fue elegido por primera vez a la Asamblea Legislativa de Nueva Gales del Sur para el distrito electoral de Wollondilly por el Partido Liberal de Australia desde 1957 hasta su renuncia en 1978.